# Montigny-Montfort
Montigny-Montfort település Franciaországban, Côte-d’Or megyében. Lakosainak száma 277 fő (2022. január 1.). Montigny-Montfort Montbard, Villaines-les-Prévôtes, Senailly, Viserny, Benoisey, Champ-d’Oiseau, Courcelles-lès-Montbard, Crépand, Grignon és Nogent-lès-Montbard községekkel határos.

## Népesség
A település népességének változása:
| Lakosok száma | 289  | 328  | 318  | 291  | 303  | 305  | 300  | 296  | 295  | 277  |
|               | 1968 | 1982 | 1990 | 2006 | 2013 | 2015 | 2017 | 2019 | 2020 | 2022 |